# 塞南塞利
40°53′N 7°29′W / 40.883°N 7.483°W
塞南塞利（葡萄牙語：Sernancelhe），是葡萄牙的城鎮，位於該國中北部，由維塞烏區負責管轄，始建於1124年，面積228.61平方公里，2011年人口5,671，人口密度每平方公里24.81人。